# V471 Tauri
V471 Tauri – podwójna nieregularna gwiazda zmienna położona w gwiazdozbiorze Byka, odległa o około 150 lat świetlnych od Ziemi, otoczona mgławicą planetarną.
Układ składa się z gorącego białego karła o masie 0,84 mas Słońca i gwiazdy ciągu głównego typu widmowego K o masie 0,94 mas Słońca, która jest o około 18% większa niż podobne gwiazdy o jej masie, co wiąże się z jej bardzo wysoką aktywnością.
Pewną zagadkę stanowi biały karzeł w układzie V471 Tauri – jest to najcięższa gwiazda tego typu w Hiadach, ale równocześnie najgorętsza (o temperaturze powierzchni 34 500 K) i najmłodsza. Według jednej z teorii układ ten był w przeszłości układem potrójnym, w którym oprócz obecnie nadal istniejącej gwiazdy ciągu głównego znajdowały się jeszcze dwie podobne gwiazdy w ciasnym układzie podwójnym. Gwiazdy stanowiące ten układ były na tyle blisko, że ostatecznie doszło do ich połączenia, w miarę swojej ewolucji gwiazda ta przekształciła się w czerwonego olbrzyma i ostatecznie po odrzuceniu zewnętrznej powłoki w obserwowanego obecnie białego karła.